# Indisk fingerört
Indisk fingerört (Potentilla nepalensis) är en rosväxtart som beskrevs av William Jackson Hooker. Indisk fingerört ingår i Fingerörtssläktet som ingår i familjen rosväxter. Inga underarter finns listade i Catalogue of Life.

## Bildgalleri

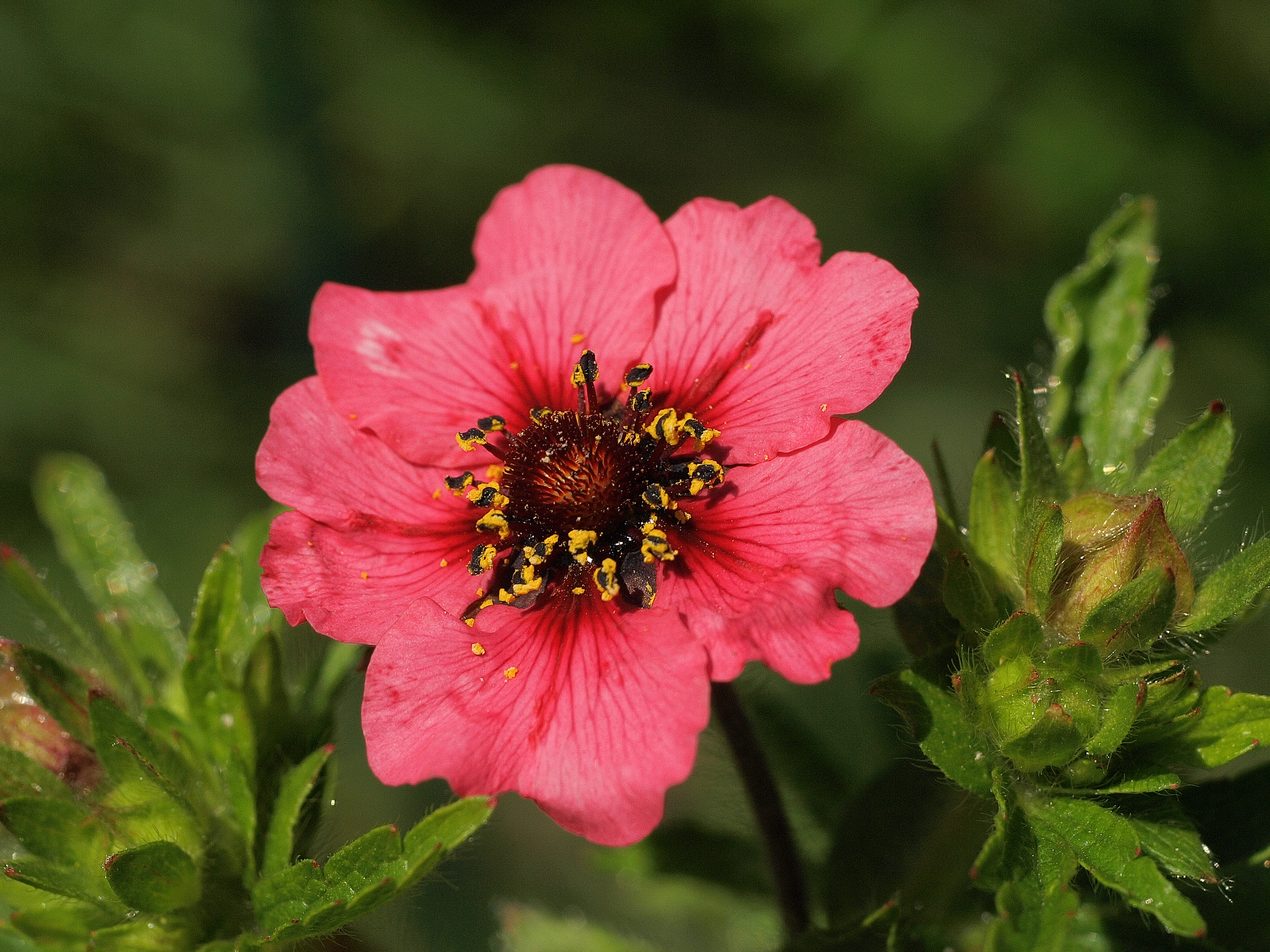
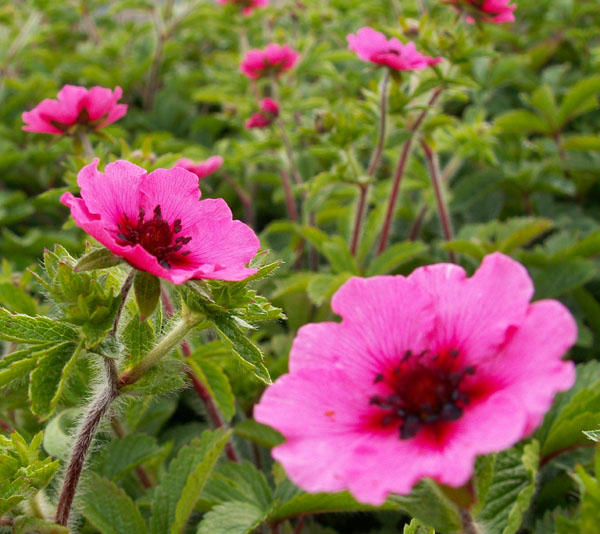
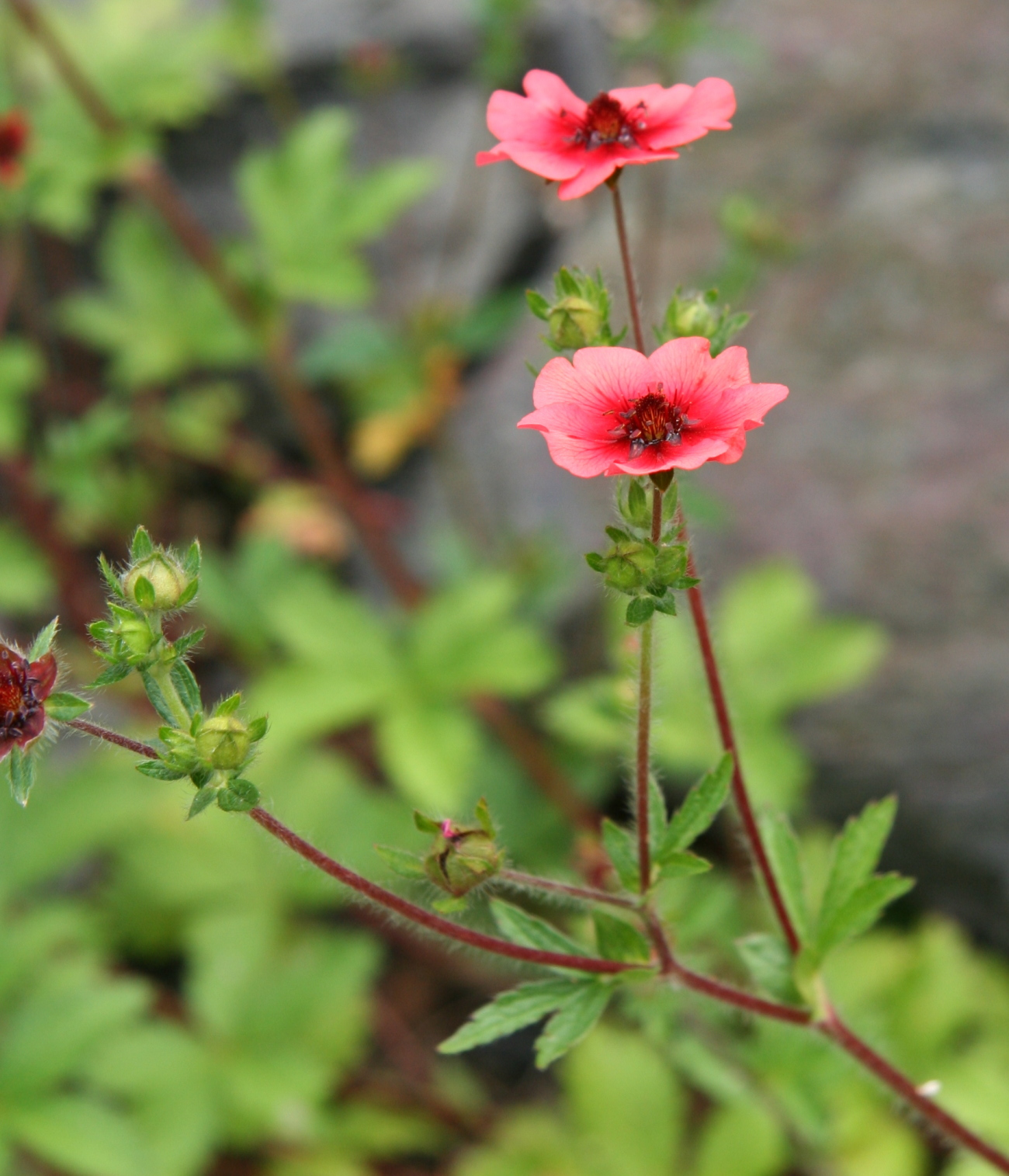
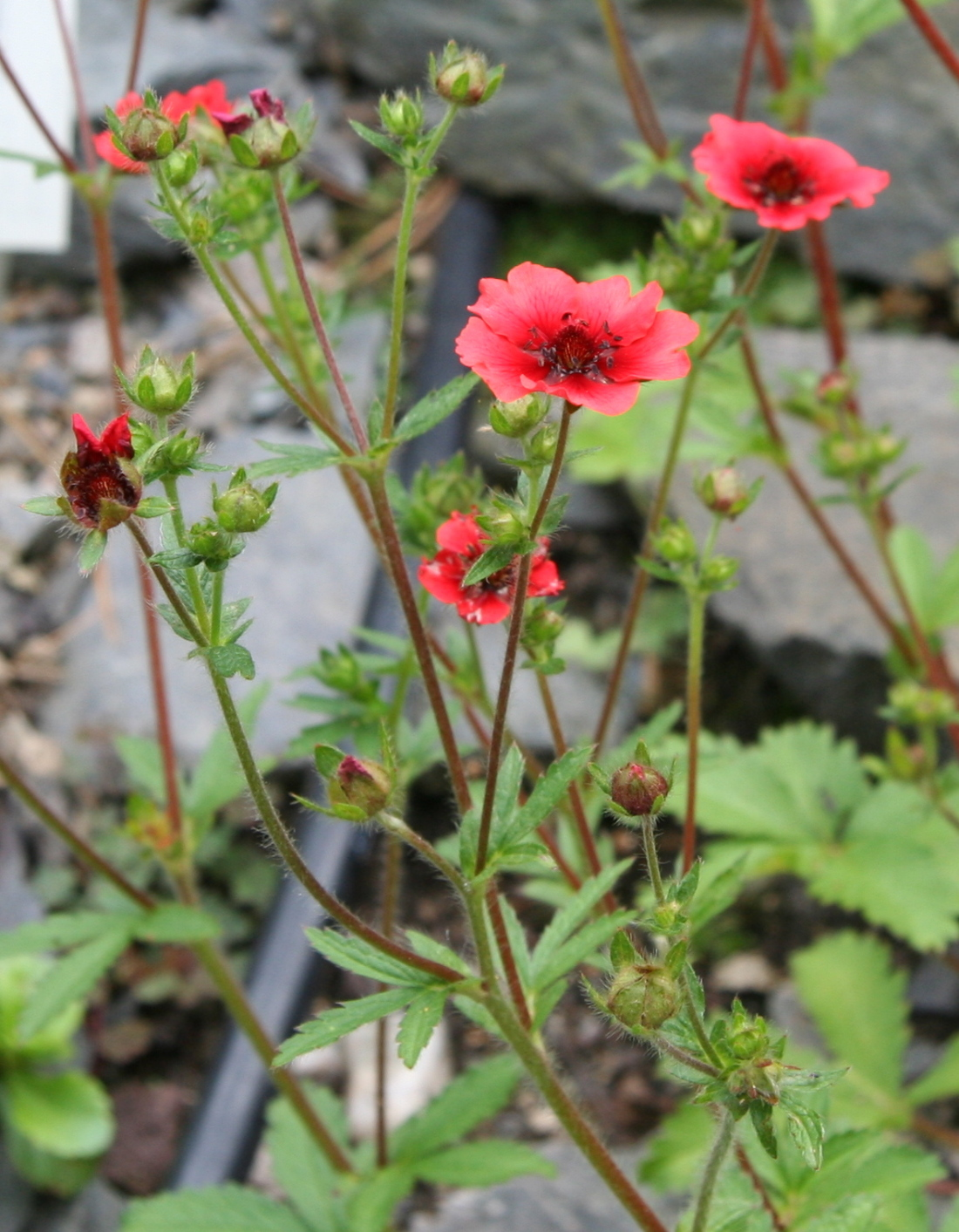
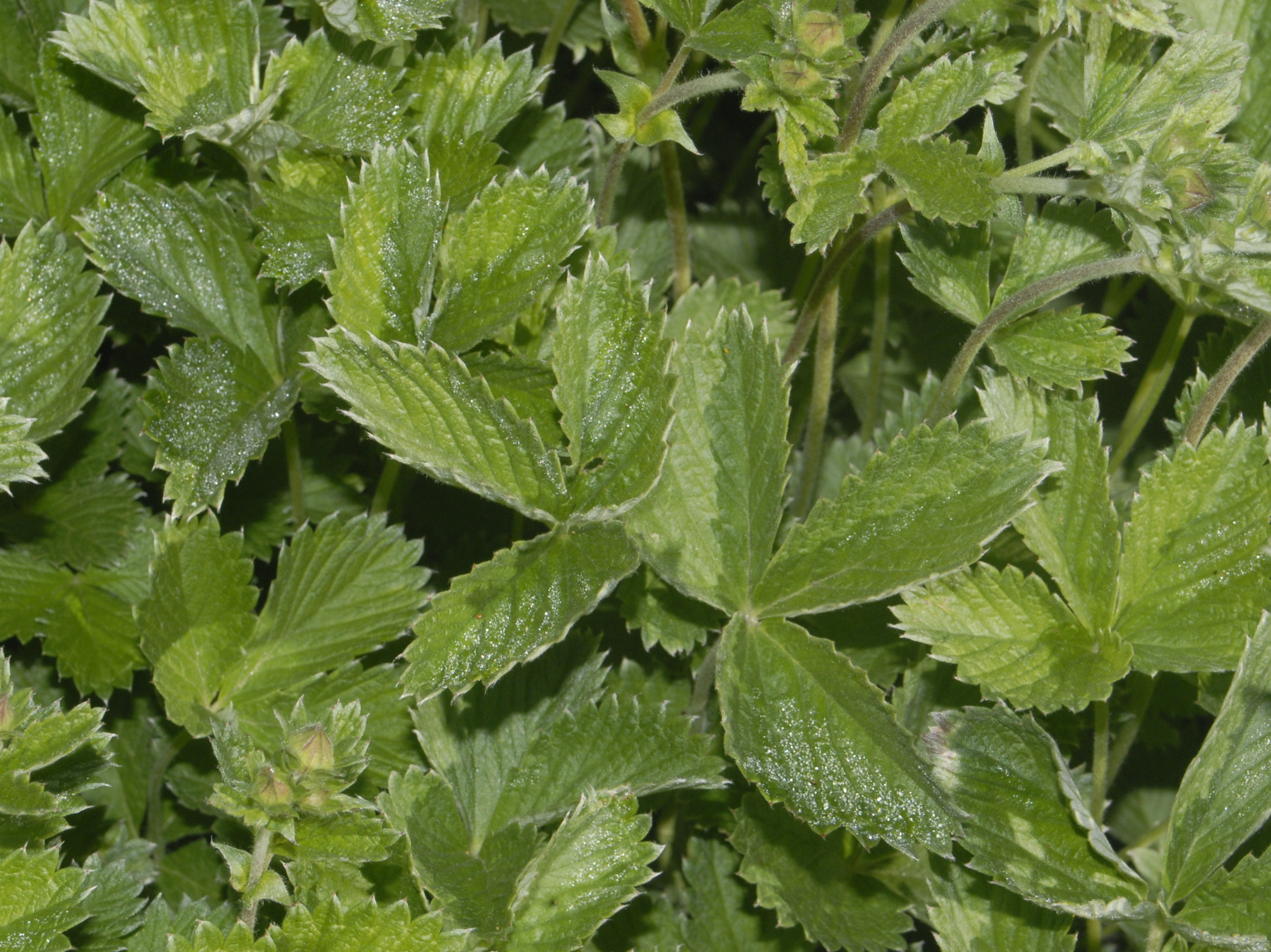
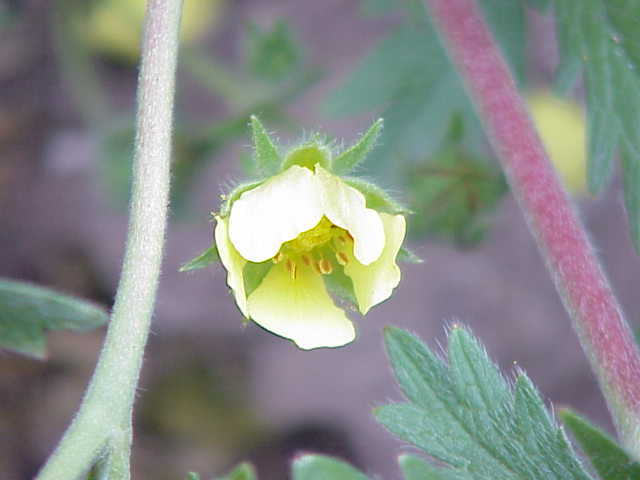
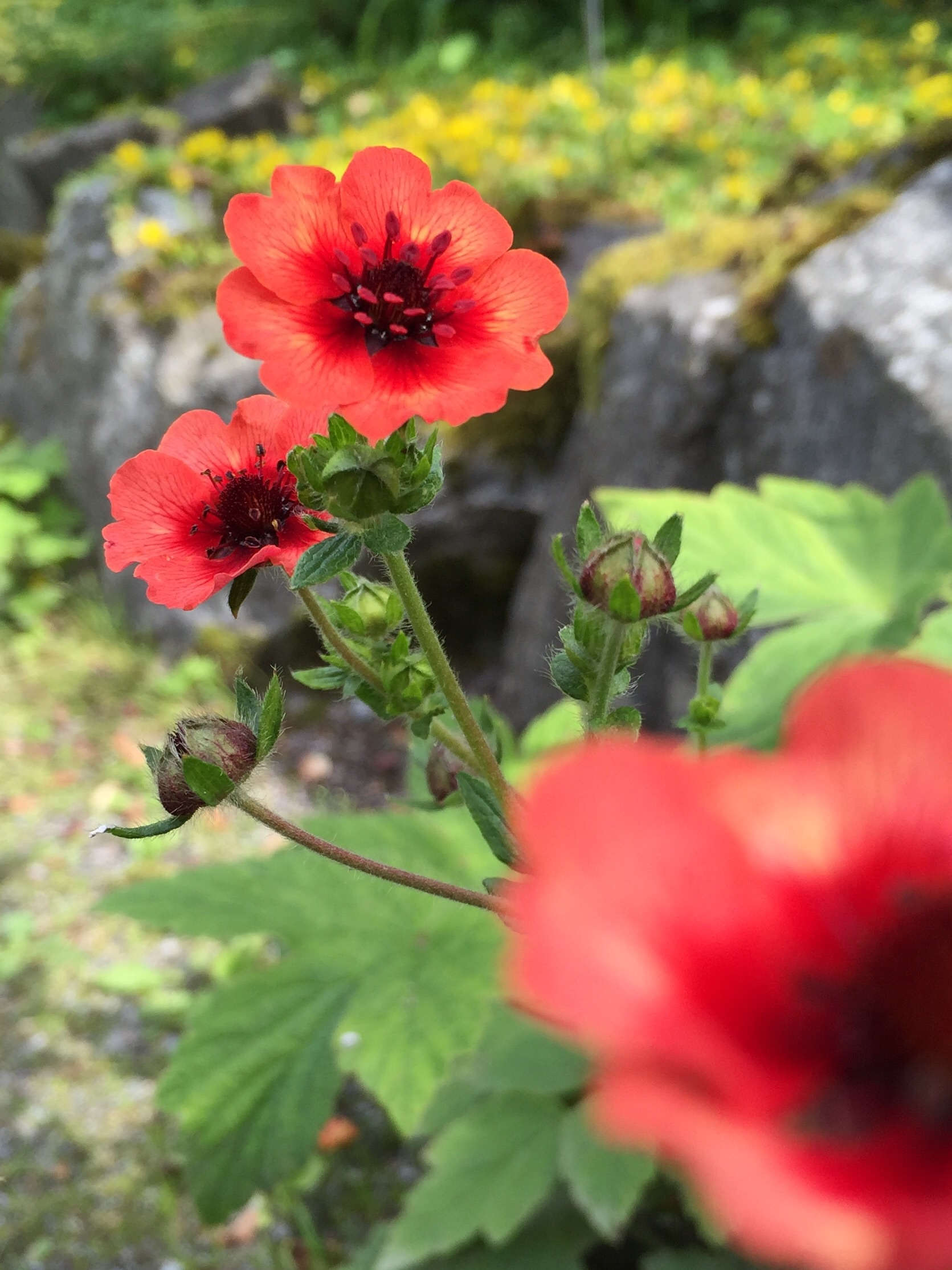